# Milka Babović
Milena „Milka” Babović (ur. 27 października 1928 w Skopje, zm. 26 grudnia 2020 w Zagrzebiu) – chorwacka lekkoatletka i dziennikarka.

## Lata młodości
Jej ojciec był Czarnogórcem, a matka sremską Niemką. Szkołę podstawową kończyła w Sarajewie, natomiast do szkoły średniej uczęszczała w Sarajewie, Rumie i Belgradzie. W 1948 roku przeniosła się do Zagrzebia, gdzie studiowała chemię na uniwersytecie w Zagrzebiu. W 1963 roku ukończyła w tym mieście Wyższą Szkołę Pedagogiczną na kierunku sport i wychowanie fizyczne, a także język chorwacki i niemiecki.

## Kariera sportowa
Sport zaczęła uprawiać w 1945 roku w Rumie. W tym samym roku reprezentowała Wojwodinę na pierwszych powojennych mistrzostwach Jugosławii. W 1953 roku zdobyła złoty medal studenckich mistrzostw świata (wówczas nazywanych międzynarodowym tygodniem sportu uniwersyteckiego) na 80 m przez płotki z czasem 11,7 s. W 1954 roku wystartowała na mistrzostwach Europy, na których zajęła piąte miejsce na 80 m przez płotki z czasem 11,5 s, a także odpadła w biegu eliminacyjnym na 100 m. W 1957 roku po raz kolejny wywalczyła złoty medal studenckich mistrzostw świata na 80 m przez płotki z czasem 11,5 s, a także została mistrzynią Bałkanów w tej konkurencji z czasem 11,7 s. W 1958 roku ponownie wystąpiła na mistrzostwach Europy, odpadając w eliminacjach biegu na 80 m przez płotki.
Była wielokrotną mistrzynią Jugosławii na różnych dystansach. W latach 1953, 1955–1958, 1961 i 1963 wygrywała na 80 m przez płotki, w 1953 roku w biegu na 100 m, w latach 1951–1955, 1961 i 1963 zwyciężała w sztafecie 4 × 100 m, a także w latach 1963 i 1965 w sztafecie 4 × 200 m. Trzykrotnie (1952, 1953, 1955) wybierana najlepszą sportsmenką Chorwacji i dwukrotnie (1953, 1955) najlepszą sportsmenką Jugosławii. Ustanowiła 27 rekordów Jugosławii, 26 razy reprezentowała Jugosławię w meczach międzypaństwowych.
Od 1951 roku była reprezentantką klubu ASD Mladost Zagrzeb.

## Kariera dziennikarska
W 1949 roku zaczęła zajmować się dziennikarstwem w gazecie Narodni sport (obecnie Sportske novosti). W 1951 roku została członkinią Stowarzyszenia Dziennikarzy Chorwacji. Pracowała w Radiu Zagreb, okazjonalnie pisała także dla Vjesnika, Slobodnej Dalmaciji i Oslobođenja. W 1957 roku przeszła do RTV Zagreb, gdzie założyła redakcję sportową, zostając jej pierwszym redaktorem. Funkcję tę pełniła, z czteroletnią przerwą, do 1975 roku. Była pierwszą telewizyjną dziennikarką sportową w Chorwacji. W 1958 roku zaczęła prowadzić pierwszy program telewizyjny do porannej gimnastyki, Vježbajte s nama. Wraz z Žuži Jelinek w programie Porodica i domaćinstvo zorganizowała na żywo pierwszy pokaz mody w studiu. Od tegoż roku prowadziła również program Telesport, w którym na tematy związane ze sportem wypowiadali się sportowcy, trenerzy, lekarze, politycy i pedagodzy. Była współautorką Hrvatskiej općej enciklopediji (tworzyła hasła na literę H i I), a także członkinią redakcji magazynu Povijest sporta. W latach 1970–1981 redagowała dział sportowy gazety dla dzieci Smib, była także współpracownicą gazety Plavi vjesnik.
Była reporterką i komentatorką podczas letnich igrzysk olimpijskich w 1960 i 1972 oraz zimowych w 1964, 1968 i 1976 roku, a podczas zimowych igrzysk w 1984 roku w Sarajewie była zastępcą kierownika centrum prasowego. Podczas zimowych igrzysk w 1980 roku pomagała w zorganizowaniu transmisji jako instruktor Europejskiej Unii Nadawców. W czasie swojej kariery oprócz zawodów lekkoatletycznych (w tym sześciokrotnie mistrzostw Europy), komentowała również łyżwiarstwo figurowe i szybkie, gimnastykę, wioślarstwo, jeździectwo oraz biegi narciarskie. Ze względu na specyficzny sposób komentowania, stała się znakiem rozpoznawczym telewizyjnych transmisji łyżwiarstwa figurowego.
W latach 1974–1978 była przewodniczącą sekcji dziennikarzy sportowych Chorwackiego Stowarzyszenia Dziennikarzy, a także przez dwie kadencje zasiadała w zarządzie Jugosłowiańskiego Komitetu Olimpijskiego. Brała aktywny udział w organizacji dwóch kongresów Międzynarodowego Stowarzyszenia Prasy Sportowej (AIPS): w 1970 i 1978 roku.
Po przejściu na emeryturę w 1991 roku nadal tworzyła sekcję Sportske zanimljivosti dla telegazety HRT. W 2006 roku została jurorką w pierwszej edycji programu Ples sa zvijezdama, chorwackiego odpowiednika Tańca z gwiazdami i pozostawała członkinią jury do 2013 roku, gdy HRT zaprzestało emisji programu. W 2019 roku program został wznowiony przez Nova TV, jednakże Babović nie została zaproszona do zasiadania w jury. Od 2007 roku współpracowała z gazetą Zagreb moj grad, dla której napisała ponad 80 artykułów sportu, a także wydarzeń lub osób związanych z miastem.

## Dalsze losy
W latach 1978–1982 zasiadała w radzie miejskiej Zagrzebia. Przez całe życie walczyła z uprzedzeniami na temat kobiet, zarówno w sporcie jak i w życiu, odwiedzała szkoły i przemawiała publicznie na temat równości płci, rozwoju kultury fizycznej, sporcie dziecięcym oraz czołowych sportowcach, a także o ważności aktywnego stylu życia. Zachęcała rodziców do zapisywania córek na zajęcia lekkoatletyczne, zajmowała się także organizacją nauki i higieny dla młodych zawodników klubu Mladost, osobiście udzielała również lekcji chemii i literatury. W listopadzie 2019 została potrącona przez samochód, jednakże nie doznała poważniejszych obrażeń. Zmarła 26 grudnia 2020 w Zagrzebiu na koronawirusa, którym zaraziła się w październiku tegoż roku, została pochowana na cmentarzu Gaj urni, będącym częścią cmentarza Mirogoj, 8 września 2022. Mówiła po angielsku i niemiecku, a także komunikatywnie po francusku i rosyjsku. Była zamężna z Žarko Susiciem, małżeństwo nie miało dzieci.

## Nagrody i odznaczenia
W 1979 roku została odznaczona Orderem Braterstwa i Jedności ze srebrnym wieńcem. W 1974 roku otrzymała nagrodę Złote Pióro Chorwackiego Stowarzyszenia Dziennikarzy, w 1977 roku otrzymała nagrodę miasta Zagrzebia za promocję sportu i kultury fizycznej wśród dzieci, kobiet i osób chorych. W 2002 otrzymała od Chorwackiego Stowarzyszenia Dziennikarzy nagrodę im. Milana Grlovicia za wyjątkowe osiągnięcia, a w 2004 nagrodzona przez Chorwackie Stowarzyszenie Dziennikarzy za 55 lat kariery dziennikarskiej. W 2016 roku jej podobizna znalazła się na znaczkach pocztowych wydanych przez Hrvatską poštę z okazji 90. rocznicy powstania Hrvatskog radia i 60. rocznicy powstania Hrvatskiej televiziji. W 2018 otrzymała nagrodę im. Franja Bučara za całokształt twórczości.